# Pandèmia de COVID-19 a Àustria
Es va confirmar l'expansió de la pandèmia per coronavirus de 2019-2020 a Àustria a partir del 25 de febrer 2020 quan es detectaren els dos primers casos a Innsbruck, un home i una dona de 24 anys que venien de la regió nord-italiana de Lombardia.
La primera víctima mortal va ser un home de 69 anys que va finar el 12 de març a Viena.
En data del 10 de maig es comptaven 15.775 persones infectades, 13.928 persones recuperades i 615 morts a Àustria.

## Cronologia

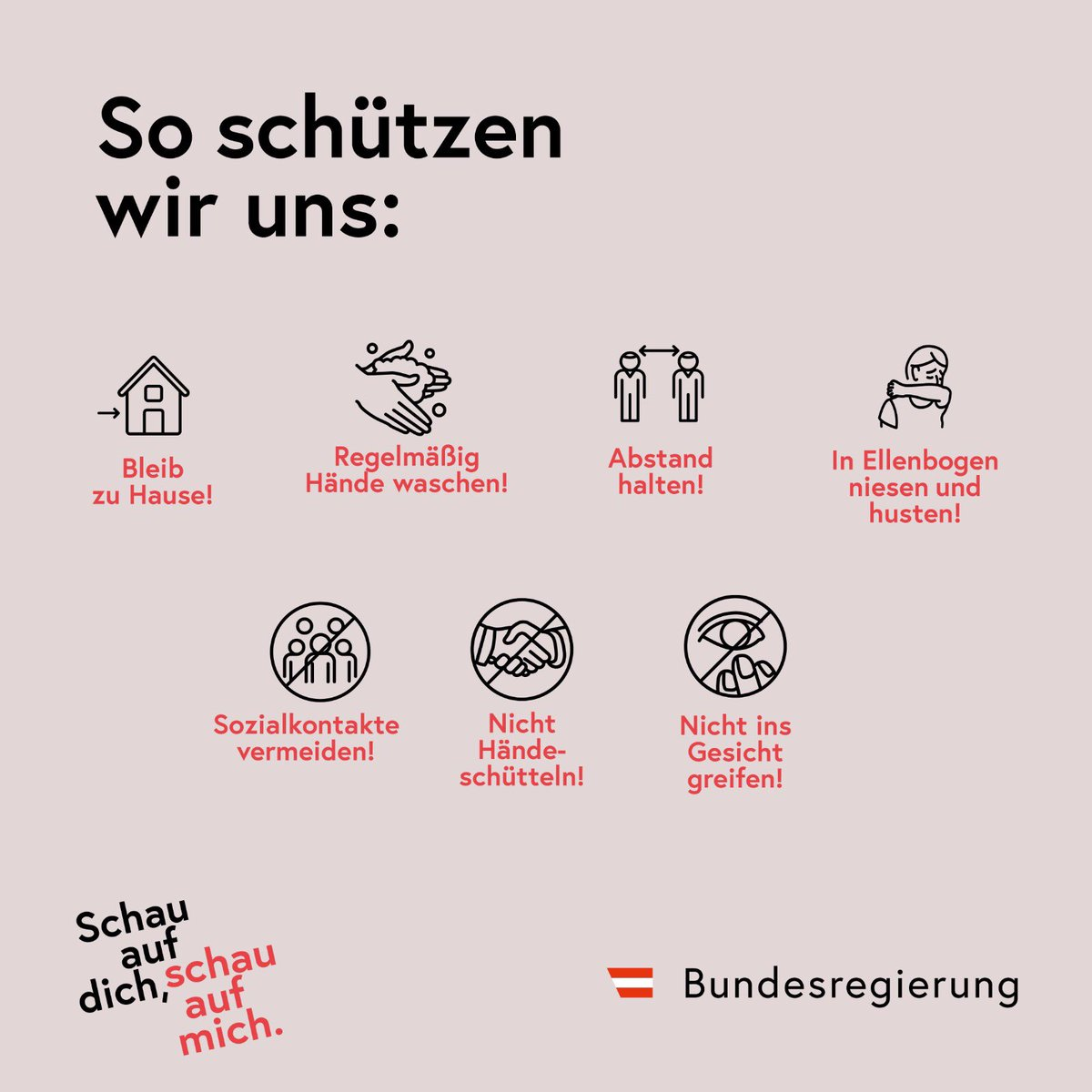
Consignes per a evitar la propagació del Covid-19 a Àustria

Casos de persones amb Covid-19 a Àustria per cada 100.000 habitants

El 25 de febrer de 2020, Àustria va confirmar els dos primers casos de COVID-19 al país. Un home i una dona de 24 anys, nadius de la regió de Lombardia que havien anat al Tirol, estaven atesos en un hospital d'Innsbruck.
A partir de l'1 de març, les autoritats alemanyes, conjuntament amb les de diversos països nòrdics, començaren a sospitar que l'estació d'esquí tirolesa d'Ischgl era un focus principal de Covid-19. Uns quants centenars d'infeccions es remuntaven finalment a aquella localitat amb transmissions que havien aparegut a partir de la fi de febrer. Després de menysvalorar els riscos durant una estona, les autoritats locals finalment van decidir de posar tota la població en quarantena el 13 de març.
El 12 de març de 2020, el govern austríac anuncià la primera víctima mortal del virus, un home de Viena de 69 anys que havia mort a l'Hospital Kaiser-Franz-Josef de Viena.
El 27 de març, el ministre de Salut federal, Rudolf Anschober, va declarar que es preveia que el pic de l'epidèmia es produiria enter la meitat d'abril i de maig de 2020 a Àustria.
El 30 de març, el govern austríac anuncià que qualsevol persona que entri a una botiga haurà de portar una careta sanitària a partir del 6 d'abril.

## Dades estadístiques
Evolució del nombre de persones infectades amb COVID-19 a Àustria
Evolució del nombre de nous casos per dia a Àustria
Evolució del nombre de persones guarides del COVID-19 a Àustria
Evolució del nombre de morts del COVID-19 a Àustria